# Iúlia Vólkova
Iúlia Olégovna Vólkova rus: Ю́лия Оле́говна Во́лкова, coneguda sovint com a Julia Volkova, (Moscou; 20 de febrer de 1985) és una cantant, actriu, empresària, presentadora de televisió i model russa, exintegrant del grup rus t.A.T.u., grup conegut pels seus senzills All the things she said i All about us, entre d'altres. Després de 10 anys en el grup t.A.T.u., va començar la seva carrera musical com a solista, obtenint molta popularitat a Rússia. Alguns dels seus senzills més famosos en solitari, són Didn't Wanna Do It i Back to her future.
L'octubre de 2015 publica un nou senzill titulat Hold me close. El videoclip musical es va llençar el 5 de novembre al canal de Youtube ELLO.